# Saléeit
Saléeit ist ein Mineral aus der Autunitgruppe in der Mineralklasse der Phosphate, Arsenate und Vanadate. Es kristallisiert im monoklinen Kristallsystem und hat die chemische Zusammensetzung Mg[UO2|PO4]2·10–12H2O und ist damit chemisch gesehen ein Magnesium-Uranyl-Phosphat.
Die pseudotetragonalen Kristalle können durchsichtig bis undurchsichtig sein mit überwiegend tafeligem Habitus und dominierender Basisfläche senkrecht zur c-Achse. Die Oberflächen der zitronengelben oder gelbgrünen bis olivgrünen Kristalle zeigen einen diamant- bis wachsähnlichen Glanz. Die Strichfarbe ist gelbweiß.
Mit einer Mohshärte von 2 bis 3 liegt Saléeit an der Grenze zwischen den weichen und mittelharten Mineralen, das heißt, er lässt sich entweder wie die Referenzminerale Gips (Härte 2) noch mit dem Fingernagel oder Calcit (Härte 3) mit einer Kupfermünze ritzen.

## Etymologie und Geschichte
Erstmals beschrieben wurde das Mineral 1932 von Jacques Thoreau und Johannes Franciscus Vaes in Silikatgesteinen aus der Shinkolobwe-Mine in Kasolo in der Provinz Katanga im Kongo. Sie benannten dieses neue Mineral nach Achille Salée (1883–1932), Professor für Geologie an der Katholischen Universität Löwen in Belgien.
Typmineral des Minerals wird an der Katholischen Universität Löwen in Belgien unter der Katalog-Nr. K1812 aufbewahrt.

## Klassifikation
In der veralteten 8. Auflage der Mineralsystematik nach Strunz gehörte der Saléeit zur Mineralklasse der „Phosphate, Arsenate, Vanadate“ und dort zur Abteilung „Wasserhaltige Phosphate, Arsenate und Vanadate mit fremden Anionen“, wo er gemeinsam mit Autunit, Bassetit, Fritzscheit, Heinrichit, Kahlerit, Kirchheimerit, Natrouranospinit, Nováčekit, Sabugalit, Torbernit, Uramphit, Uranocircit, Uranospathit, Uranospinit und Zeunerit in der „Uranit-Reihe“ mit der Systemnummer VII/D.20a steht.
In der zuletzt 2018 überarbeiteten Lapis-Systematik nach Stefan Weiß, die formal auf der alten Systematik von Karl Hugo Strunz in der 8. Auflage basiert, erhielt das Mineral die System- und Mineralnummer VII/E.01-030. Dies entspricht der Klasse der „Phosphate, Arsenate und Vanadate“ und dort der Abteilung „Uranyl-Phosphate/Arsenate und Uranyl-Vanadate mit [UO2]2+–[PO4]/[AsO4]3− und [UO2]2+–[V2O8]6−, mit isotypen Vanadaten (Sincositreihe)“, wo Saléeit zusammen mit Autunit, Fritzscheit, Heinrichit, Kahlerit, Natroautunit (D), Rauchit, Sabugalit, Torbernit, Trögerit, Uranocircit, Uranospinit und Zeunerit die „Autunitgruppe“ mit der Systemnummer VII/E.01 bildet.
Die von der International Mineralogical Association (IMA) zuletzt 2009 aktualisierte 9. Auflage der Strunz’schen Mineralsystematik ordnet den Saléeit in die Klasse der „Phosphate, Arsenate und Vanadate“ und dort in die Abteilung „Uranylphosphate und Arsenate“ ein. Hier ist das Mineral in der Unterabteilung „UO2 : RO4 = 1 : 1“ zu finden, wo es zusammen mit Autunit, Heinrichit, Hydronováčekit, Kahlerit, Kirchheimerit, Metarauchit, Nováčekit, Torbernit, Uranocircit, Uranospinit, Xiangjiangit und Zeunerit die „Autunitgruppe“ mit der Systemnummer 8.EB.05 bildet.
In der vorwiegend im englischen Sprachraum gebräuchlichen Systematik der Minerale nach Dana hat Saléeit die System- und Mineralnummer 40.02a.11.01. Das entspricht der Klasse der „Phosphate, Arsenate und Vanadate“ und dort der Abteilung „Wasserhaltige Phosphate etc.“. Hier findet er sich innerhalb der Unterabteilung „Wasserhaltige Phosphate etc., mit A2+(B2+)2(XO4) × x(H2O), mit (UO2)2+“ als einziges Mitglied in einer unbenannten Gruppe mit der Systemnummer 40.02a.11.

## Kristallstruktur
Saléeit kristallisiert monoklin in der Raumgruppe P21/c (Raumgruppen-Nr. 14) mit den Gitterparametern a = 6,95 Å; b = 19,95 Å; c = 9,90 Å; β = 135,2° sowie 2 Formeleinheiten pro Elementarzelle.
Die Kristallstruktur zeichnet sich durch Uranyl-Phosphat-Schichten aus, die parallel zur (001)-Ebene liegen. Das tetraedrische Phosphat-Anion (PO43−) koordiniert dabei über seine vier Sauerstoffatome jeweils vier Uranyl-Ionen (UO22+), so dass sich für diese jeweils eine oktaedrische Koordination von Sauerstoffatomen ergibt, wobei die Spitzen dieses Oktaeders die Uranyl-Sauerstoffatome darstellen. Dieses Verknüpfungsmuster ergibt Uranyl-Phosphat-Schichten, zwischen denen sich die Wassermoleküle und die Magnesium-Ionen (Mg2+) befinden. Jedes Mg2+ ist dabei von 6 Wassermolekülen oktaedrisch umgeben. Die übrigen 4 Wassermoleküle sind an kein Kation direkt gebunden. Sie tragen aber mit einem komplexen System von Wasserstoffbrückenbindungen zu einer ausgeglichenen Verteilung der Ladungen und somit zur Stabilisierung der Struktur bei.

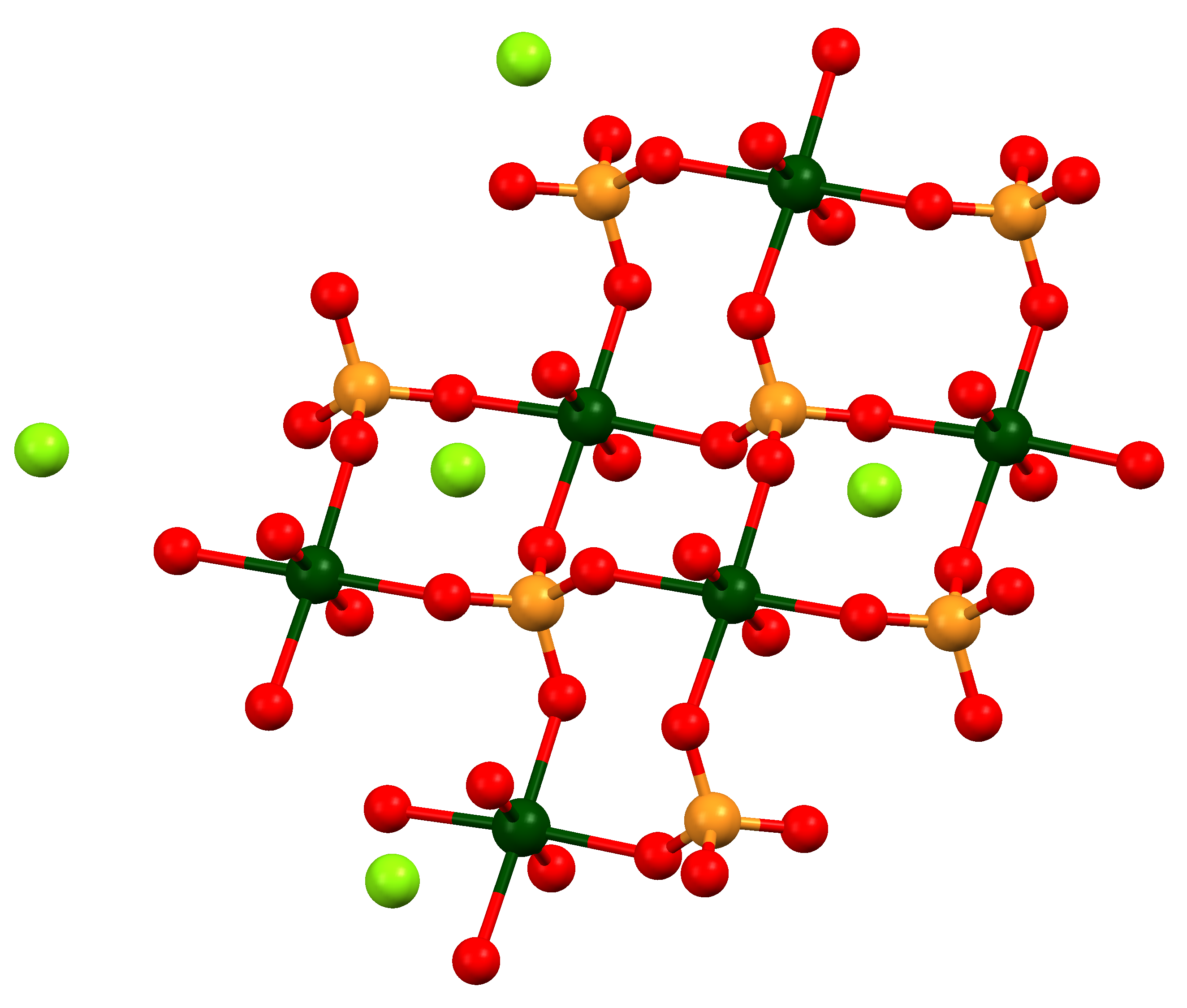
Verknüpfungsstruktur von Saléeit (Kristallwasser der Übersichtlichkeit wegen entfernt) (_ U _ O _ P _ Mg)
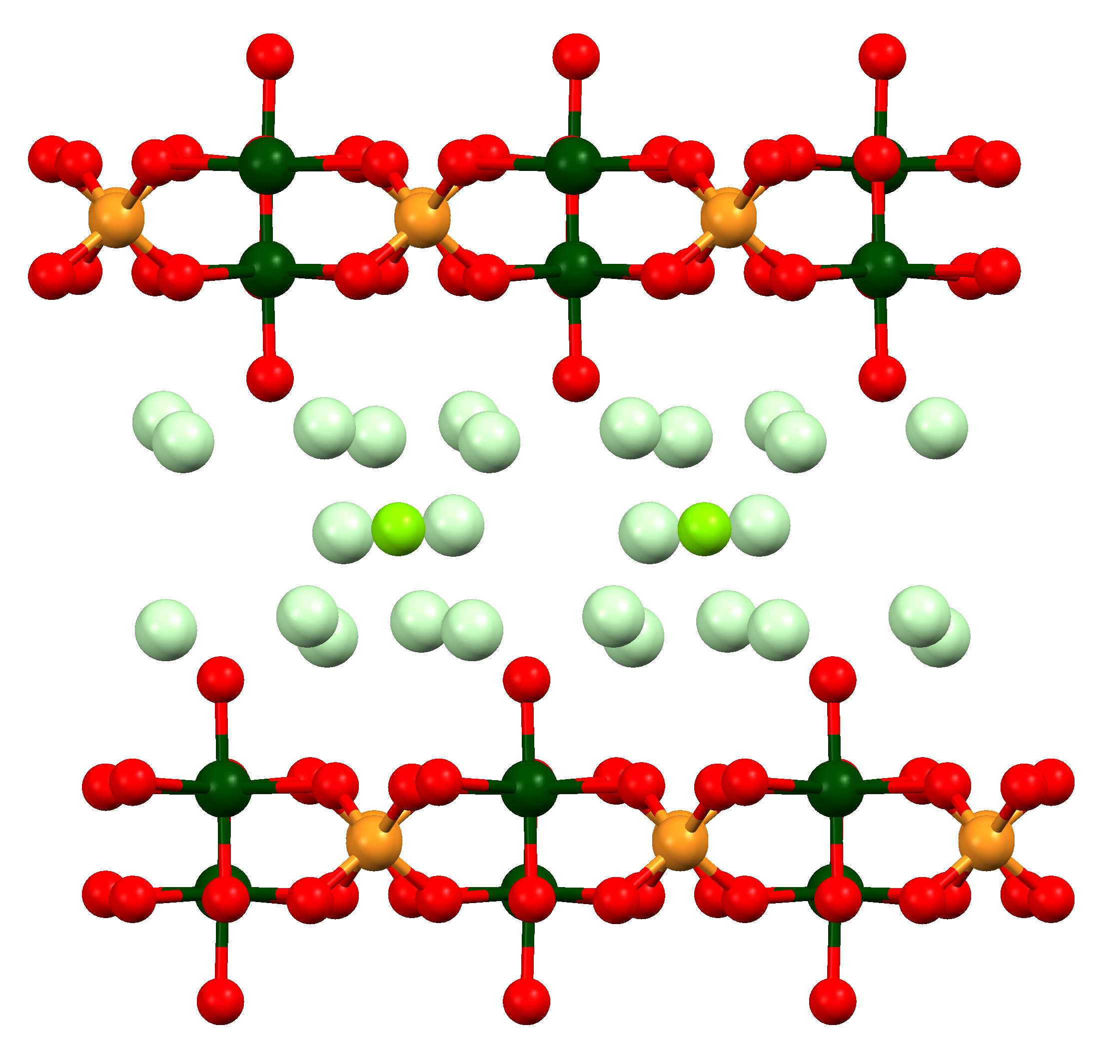
Schichtstruktur von Saléeit in Richtung der kristallographischen c-Achse (_ U _ O _ P _ Mg _ H2O)

## Eigenschaften

### Physikalische Eigenschaften
Das Mineral ist durch seinen Urangehalt von bis zu 51 Gew-% als sehr stark radioaktiv eingestuft und weist eine spezifische Aktivität von etwa 91,2 kBq/g auf (zum Vergleich: natürliches Kalium 0,0312 kBq/g).
Unter langwelligem UV-Licht zeigt Saléeit eine kräftige zitronengelbe und unter kurzwelligem UV-Licht eine hellgelbe Fluoreszenz.
Ebenso wie bei den strukturell verwandten Mineralen Torbernit und Zeunerit kann der Wassergehalt variieren und Saléeit wandelt sich leicht in das wasserärmere Mineral Metasaléeit um.

### Morphologie
Saléeit bildet pseudotetragonale rechteckige bis quadratische Kristalle mit tafeligen bis blättrigen Habitus. Tafelige Kristalle zeigen neben der dominierenden Basisfläche {001} noch die Flächen {100}, {120} und {012}.

## Bildung und Fundorte

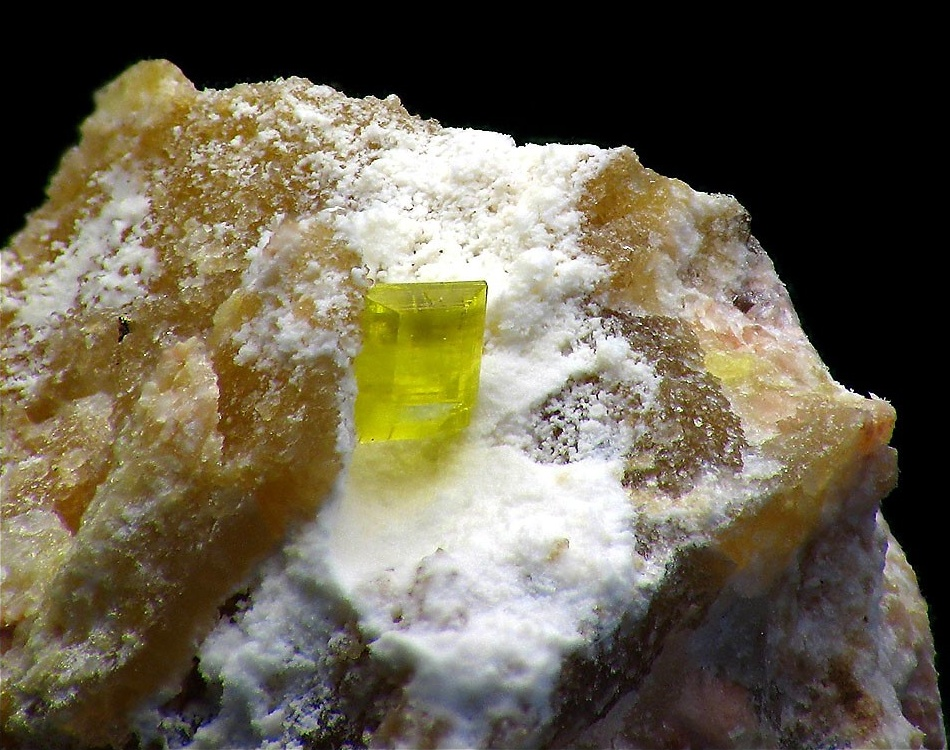
Perfekt gewachsener Saléeitkristall aus der „La Commanderie Mine“, Le Temple, Département Deux-Sèvres (Frankreich)

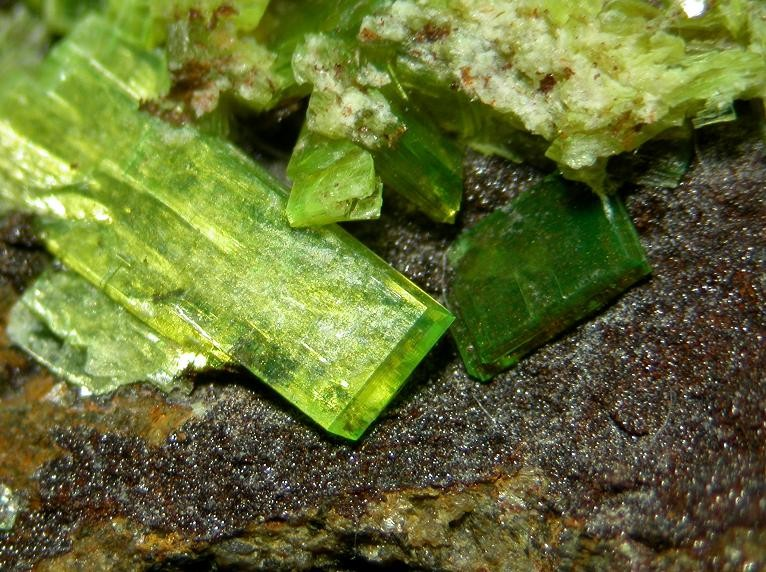
Dunkelgrüner Saléeit aus der Ranger Mine, Jabiru, Kakadu National Park, Australien (Bildbreite: 8 mm)

Saléeit bildet sich sekundär bei der Verwitterung von Uranmineralen in der Oxidationszone von uranhaltigen hydrothermalen und sedimentären Lagerstätten.
In der Shinkolobwe-Mine in Kasolo in der Provinz Katanga im Kongo tritt Saléeit zusammen mit Torbernit und Dewindtit auf. In der Uranlagerstätte bei Schneeberg in Sachsen ist Saléeit vergesellschaftet mit Uranophan und Zeunerit.
Weltweit konnte Saléeit bisher (Stand: 2010) an rund 80 Fundorten nachgewiesen werden, so unter anderem in Australien, Brasilien, Deutschland, Frankreich, Italien, Kanada, der Demokratischen Republik Kongo, Österreich, Portugal, Slowenien, Spanien, Tschechien, Ungarn, Usbekistan, im Vereinigten Königreich (Großbritannien) sowie den Vereinigten Staaten von Amerika (USA).

## Vorsichtsmaßnahmen
Aufgrund der Toxizität und der starken Radioaktivität des Minerals sollten Mineralproben vom Saléeit nur in staub- und strahlungsdichten Behältern, vor allem aber niemals in Wohn-, Schlaf- und Arbeitsräumen aufbewahrt werden. Ebenso sollte eine Aufnahme in den Körper (Inkorporation, Ingestion) auf jeden Fall verhindert und zur Sicherheit direkter Körperkontakt vermieden sowie beim Umgang mit dem Mineral Atemschutzmaske und Handschuhe getragen werden.